# Sing for the Moment
 (octobre 2017).
Si vous disposez d'ouvrages ou d'articles de référence ou si vous connaissez des sites web de qualité traitant du thème abordé ici, merci de compléter l'article en donnant les références utiles à sa vérifiabilité et en les liant à la section « Notes et références ».
Singles de Eminem
Superman
(2003) Business
(2003)
Pistes de The Eminem Show
Paul Rosenberg (skit)
(11) Superman
(13)
Sing for the Moment est une chanson du rappeur américain Eminem sortie en 2002, 3e single extrait de l'album The Eminem Show.

## Historique
Eminem a utilisé un sample du titre  Dream On du groupe Aerosmith. Le guitariste de ce groupe Joe Perry joue le solo à la fin de la chanson, et Steven Tyler chante le refrain de la chanson.
Dans la chanson, Eminem présente le rock et le rap comme des genres musicaux qui suscitent l'espoir et l'émulation chez les laissés-pour-compte et ceux qui subissent le rejet. Il est bien conscient du dégoût qu'il suscite chez les parents, surtout s'ils sont blancs, mais aussi de l'adhésion dont il dispose auprès des jeunes qui font face à des frustrations et n'ont personne à qui s'ouvrir :

« C'est pourquoi nous chantons, pour ces gamins qui n'ont rien au monde.
Si ce n'est un rêve et un p***in de magazine de rap.
Qui passent la journée à coller sur leurs murs des photos de pin-up.
Idolâtrent leurs rappeurs favoris et connaissent toutes leurs chansons.
Ou pour quiconque ayant souffert au cours de sa vie.
Au point de s'asseoir en pleurant la nuit, avec l'envie de mourir.
Jusqu'à ce qu'ils écoutent un titre de rap qui les remet sur pied.
A vos yeux nous ne sommes rien, mais nous sommes ce qui brille dans leurs yeux. »

À plusieurs reprises, Eminem évoque le pouvoir des mots et celui de la musique. Les mots sont capables de "diffamer" et "susciter la haine", tandis que la musique peut influer sur l'humeur des gens et leur parler.

## Clip
Un clip du titre est publié en 2003. Il s'agit d'un montage d'images d'archives d'Eminem, de ses clips et de sa tournée Anger Management Tour. On y retrouve Dr. Dre, D-12, 50 Cent ou encore Ludacris.

## Classements
| Classement - pays (2003)                                      | Meilleure position |
| ------------------------------------------------------------- | ------------------ |
| Australie - ARIA Charts                                       | 5                  |
| Autriche - Ö3 Austria Top 40                                  | 7                  |
| Belgique - Ultratop 50 (Flandre)                              | 6                  |
| Belgique - Ultratop 40 (Région wallonne / Bruxelles-Capitale) | 15                 |
| Danemark - Tracklisten                                        | 4                  |
| Finlande - Suomen virallinen lista                            | 5                  |
| France - SNEP                                                 | 28                 |
| Allemagne - Media Control Charts                              | 5                  |
| Irlande - IRMA                                                | 3                  |
| Pays-Bas - Nederlandse Top 40                                 | 8                  |
| Portugal - IFPI                                               | 1                  |
| Nouvelle-Zélande - RIANZ                                      | 5                  |
| Norvège - VG-lista                                            | 10                 |
| Suède - Sverigetopplistan                                     | 11                 |
| Suisse - Schweizer Hitparade                                  | 8                  |
| Royaume-Uni - UK Singles Chart                                | 6                  |
| États-Unis - Billboard Hot 100                                | 14                 |
| États-Unis - Billboard Bubbling Under R&B/Hip-Hop Singles     | 1                  |
| États-Unis - Billboard Hot Rap Tracks                         | 18                 |